# دو دو
دو دو أو دودو (بالصينية: 多多)(مواليد 1951) هو الاسم المستعار للشاعر الصيني المعاصر لي شيزنغ (بالصينية: 栗 世 征)، أحد الدعاة البارزين لشعراء الضباب ‏ الصينيين (朦胧诗). حصل دو دو على جائزة نيوستاد الدولية للأدب لعام 2010.

## الجوائز
في عام 2009، اختارت لجنة تحكيم تمثل تسع دول دو دو ليكون الفائز لعام 2010 بجائزة نيوستاد الدولية للأدب البالغة قيتمها 50000 دولار، مما جعله الحائز الحادي والعشرين للجائزة وأول كاتب صيني يفوز بالجائزة. كما أنه مرتبط بالعديد من المهرجانات والجوائز الأدبية الصينية المرموقة، مثل جائزة ينتشوان للشعر ‏ وغيرها.

## الترجمات
قام المؤلف والأكاديمي غريغوري بي لي بترجمة العديد من قصائد دو دو إلى اللغة الإنجليزية، وكتب عن أعمال الشاعر، وآخرها في كتابه عقد الصين المفقود (بالإنجليزية: China's Lost Decade)‏.